# Eugène Scribe
Augustin Eugène Scribe (París, 24 de diciembre de 1791-París, 20 de febrero de 1861) fue un dramaturgo francés. Elegido miembro de la Academia Francesa el 27 de noviembre de 1834.

## Biografía
Hijo de un comerciante de seda, Eugène Scribe siguió estudios secundarios en el colegio Sainte-Barbe. Apasionado por el teatro, tenía apenas dieciocho años cuando compuso ya, con sus amigos Casimir Delavigne, Henri Dupin y Charles-Gaspard Delestre-Poirson, algunas piezas de teatro que pasaron inadvertidas: Les Dervis (1811), L'Auberge ou les Brigands sans le savoir (1812), Thibault, comte de Champagne (1813), Le Bachelier de Salamanque, La Pompe funèbre (1815). En 1815, una comedia titulada Une nuit de la garde nationale, escrita en colaboración con Delestre-Poirson, tuvo al fin éxito y lanzó su carrera dramática, que coincidió con la Restauración.
Desde entonces sus éxitos se reiteraron largamente. Gracias a numerosos colaboradores -que elaboraban el texto por él esbozado-como Jean-François Bayard, emparentado con él, Scribe alcanzó a ser uno de los autores dramáticos franceses más prolíficos de la historia y uno de los libretistas más fecundos, componiendo cerca de quinientas piezas entre comedias, vaudevilles, dramas y libretos de ópera. Durante años fue la figura dominante de la vida teatral en París, con un estreno al mes. Publicó igualmente algunas novelas que no tuvieron igual éxito que sus obras dramáticas.
La única obra suya que es conocida actualmente es la comedia Le Verre d'eau (El vaso de agua). Entre sus libretos de óperas destacan:
- Le Comte Ory de Gioachino Rossini (basada en un vodevil original del propio Scribe y Delestré - Poirson)
- La muette de Portici, Fra Diavolo, Gustave III (modelo para Un ballo in maschera de Giuseppe Verdi) y Manon Lescaut de Daniel-François Auber
- Les Huguenots y L'Africaine de Giacomo Meyerbeer
- La dame blanche de François-Adrien Boïeldieu
- La favorita de Gaetano Donizetti
- I vespri siciliani de Giuseppe Verdi, traducido luego al francés

Muchas otras óperas no tienen libreto suyo, pero se basan en obras de escritas por él, como La sonnambula de Vincenzo Bellini, L'elisir d'amore de Gaetano Donizetti y Adriana Lecouvreur de Francesco Cilea.
Fue un autor muy conocido también fuera de su país y especialmente en España, donde sus títulos fueron muy traducidos y adaptados, entre otros, por Ventura de la Vega, pero también por Antonio García Gutiérrez, Mariano José de Larra y un gran número de autores. Su fama fue tal que el autor teatral y novelista Luis Martínez Eguílaz y Eguílaz (1830-1874) firmaba en ocasiones con el seudónimo El licenciado Escribe, en alusión a este autor francés.
Quizás Scribe es un claro ejemplo de cómo un autor puede ser extremadamente popular en un momento determinado y, con el transcurso de la historia, desaparecer casi completamente del repertorio teatral, excepto aquellas obras -las óperas- elaboradas por otro creador.